# D’Addario (producent strun)

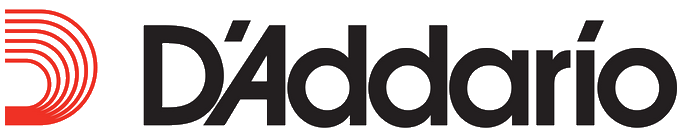

D’Addario – producent strun do instrumentów muzycznych, głównie do gitar. Siedziba firmy mieści się w Farmingdale, na wyspie Long Island koło Nowego Jorku. D’Addario to jeden z największych producentów strun na świecie, nie tylko wytwarzający swoje własne rodzaje strun, ale również produkujący struny OEM dla innych spółek muzycznych. Jako Planet Waves, Rico i Evans produkują i sprzedają również inne akcesoria muzyczne (kable, środki czyszczące, naciągi perkusyjne itp).

## Historia
Rodzina twórców strun D’Addario pochodzi z Salle, małego włoskiego miasteczka położonego w prowincji Pescara. Akt chrztu z roku 1680 wymienia Donato D’Addario, z zawodu cordaro (wł. twórca strun). Z innych źródeł historycznych wynika, że większość ludności zamieszkującej miasteczko zajmowała się w tym okresie albo rolnictwem, albo wytwórstwem strun. Były one wówczas wytwarzane z jelit owiec lub świń.
Po trzęsieniu ziemi w roku 1905, które zdewastowało miasteczko, dwaj szwagrowie, Rocco i Carmine D’Addario, wyemigrowali do Astorii, w Queens w Nowym Jorku, w celu rozszerzenia swojej działalności poprzez import i sprzedaż strun wytwarzanych przez ich rodzinę w Salle. Do roku 1918 Rocco powrócił do rodzinnego miasteczka, a Carmine (lub Charles) zaczął tworzyć swoje własne struny w małym sklepiku na tyłach rodzinnego domu. Były one w dalszym ciągu wytwarzane z jelit, a proces ich produkcji pochłaniał wszystkich członków rodziny.
Wzrost popularności gitary na początku XX wieku spowodował, że około roku 1930 rodzina zaczęła robić struny dla tego instrumentu. Były one produkowane na zamówienie, indywidualnie dla muzyków lub producentów gitar.
Wynalezienie przez koncern DuPont nylonu miało ogromny wpływ na rodzinny biznes. Po otrzymaniu próbek nowego materiału, D’Addario rozpoczęli eksperymenty z wykorzystaniem go przy produkcji swoich strun.
Na przełomie lat 40. i 50. nylonowe struny i gitary klasyczne były wypierane przez gitary ze strunami stalowymi. Niektórzy z młodszych członków rodziny chcieli rozszerzyć działalność również na produkcję metalowych strun, inni jej członkowie byli temu przeciwni, ze względu na, jak twierdzili, wysokie ryzyko i niepewny rynek zbytu. W 1956 roku syn Charlesa, John D’Addario Senior utworzył nową spółkę (Archaic Musical String Mfg Co.), która rozpoczęła produkcję stalowych strun. Robiła ona struny dla niektórych z głównych twórców gitar tego czasu, w tym dla takich firm jak Gretsch, D'Angelico, Martin i Guild. W 1962 roku obie spółki połączyły się i funkcjonowały pod nazwą Darco.
Odkąd gitara stała się jednym z najpopularniejszych instrumentów muzycznych w USA, firma Darco stworzyła wiele nowatorskich rozwiązań, jak pierwsze urządzenia służące do automatycznego owijania strun oraz struny basowe z okrągłą owijką.
W późnych latach 60. nastąpiła fuzja Darco z Martin Guitars, mająca na celu zebranie środków do produkcji strun oraz rozwoju technologii ich wytwarzania. Pomimo tego, że było to rozwiązanie opłacalne dla obu spółek, w roku 1974 rodzina D’Addario zadecydowała o produkcji i sprzedaży strun na własną rękę i uformowała firmę D’Addario & Company. Darco nadal jest nazwą handlową Martina.
Początkowo siedziba firmy mieściła się w Lynbrook w Nowym Jorku, lecz wraz z rozrostem przeniosła się ona do Fermingdale. Spółka jest w dalszym ciągu własnością rodziny D’Addario. Kieruje nią trzynastu członków rodziny, zaś zatrudnionych jest ponad 900. pracowników.